# Xhafer Sylejmani
Xhafer Sylejmani lub Xhafer Sulejmani (ur. 14 marca 1878 w Përmecie, zm. 17 listopada 1953 w Tetowie) – jugosłowiański i albański lekarz oraz polityk, w latach 1941–1943 burmistrz Tetowa. Po II wojnie światowej więzień polityczny.

## Życiorys
Uczęszczał do szkoły średniej w Salonikach, następnie odbył studia medyczne w Konstantynopolu i na Uniwersytecie Paryskim. Po powrocie do Imperium Osmańskiego odbył staż w Janinie, następnie pracował jako lekarz w Gostiwarze i Tetowie. Po I wojnie światowej angażował się w działalność licznych organizacji charytatywnych.
W 1922 roku współzałożył w Tetowie bank oraz przedsiębiorstwo przemysłowe, w których piastował stanowiska kierownicze; przedsiębiorstwo przemysłowe było odpowiedzialne za budowę pierwszej elektrowni wodnej na terenie południowej Jugosławii, którą oddano do użytku w listopadzie 1926 roku. Następnie Sylejmani zaangażował się w działalność polityczną, w wyborach parlamentarnych z 1927 roku uzyskał mandat do jugosłowiańskiego parlamentu, który sprawował do 6 stycznia 1929 roku – wówczas król Aleksander I Karadziordziewić wprowadził rządy dyktatorskie, w wyniku których m.in. rozwiązano parlament oraz unieważniono konstytucję. Po zniesieniu dyktatury w 1931 roku Sylejmani wrócił do działalności politycznej, rok później z powodzeniem ubiegał się o mandat w wyborach senackich; został wówczas jedynym deputowanym narodowości albańskiej wybranym do izby wyższej jugosłowiańskiego parlamentu. Odnowił mandat w 1939 roku.
Po upadku Jugosławii objął w maju 1941 roku funkcję burmistrza włączonego w granice Albanii Tetowa. 8 września lub 24 listopada 1943 roku przestał pełnić daną funkcję w związku z wycofaniem się z działalności politycznej; jego następcą został Shaip Kamberi. W listopadzie 1944 roku został przez komunistyczny sąd wojskowy skazany na 18 miesięcy pozbawienia wolności, jednak po kilku miesiącach zwolniono go ze względu na niedobory w kadrze medycznej w regionie.
Na początku 1946 roku miała miejsce rewizja w jego domu, 15 lutego tegoż roku Sylejmani został skazany na 6 lat pozbawienia wolności oraz 2 lata pozbawienia praw obywatelskich; wyrok odbywał w więzieniu w Idrizowie. 7 kwietnia 1950 roku został warunkowo zwolniony z więzienia; na wolności bezskutecznie starał się o zezwolenie na wykonywanie zawodu lekarza, a 18 listopada 1951 roku dokończył odbywanie zasądzonego wyroku. Zmarł 17 listopada 1953 roku, został pochowany na cmentarzu w Tetowie. Jego rodzinny dom wpisano na listę zabytków.
Został odznaczony Orderem Czerwonego Krzyża w okresie istnienia Królestwa Serbów, Chorwatów i Słoweńców.

## Życie prywatne
Żonaty z Safiją (zm. 1950), z którą miał sześcioro dzieci. Był synem Sulejmana Ahmetiego – działacza narodowego i kupca.